# SII Group
Die SII Group (Abkürzung für Société pour l'Informatique Industrielle) ist ein Ingenieur- und Technologieberatungsunternehmen und ein Unternehmen für digitale Dienste (ESN). Die 1979 von Bernard Huvé gegründete Gruppe beschäftigt fast 11.000 Mitarbeiter an 100 Standorten in 20 Ländern. Im Jahr 2023 erzielte sie einen Umsatz von 1.022,5 Millionen Euro.

## Geschichte
SII wurde 1979 in Paris von Bernard Huvé, dem heutigen Vorsitzenden des Aufsichtsrats, gegründet. Im Jahr 1984 wurde der Standort Nizza im Rahmen eines Vertrags mit dem IBM-Labor gegründet. In den Jahren 1987 und 1989 expandierte das Unternehmen in die Île-de-France mit der Gründung von zwei Agenturen in Cergy (1987) und Vélizy (1989).
1997 wurde im Technologiepark Atalante in Rennes eine Agentur für Telekommunikations- und Digitalfernsehaktivitäten eröffnet. 1998 wurde eine Agentur in Aix-en-Provence eröffnet. Im Jahr 1999 wurde SII am damaligen Zweitmarkt notiert, der zu NyseEuronext Paris – Segment C wurde.
Zwischen 2000 und 2003 baute die SII ihr nationales Netzwerk mit der Eröffnung von Agenturen in Nantes, Toulouse, Straßburg und Lille aus. Zwischen 2005 und 2007 begann die SII ihre Internationalisierung mit der Eröffnung von Tochtergesellschaften in Polen, Belgien und der Tschechischen Republik. In Frankreich eröffnet das Unternehmen Niederlassungen, die an regionale Agenturen angeschlossen sind, um seine Präsenz vor Ort zu stärken.
Im Jahr 2008 beschleunigten die ersten externen Wachstumsimpulse außerhalb der Landesgrenzen die Präsenz der SII im Ausland. Dazu gehörten die Gründung von SII Marokko als Offshore-Basis, die Übernahme der Coris-Gruppe in der Schweiz, die Gründung einer Tochtergesellschaft in Luxemburg und die Übernahme der in Spanien, Argentinien und Rumänien ansässigen Concatel-Gruppe.
In den Jahren 2010 und 2011 übernahm die SII AIDA Development in Deutschland und gründete eine Tochtergesellschaft in Chile, um ihre Position in Südamerika zu stärken. Zwischen 2011 und 2013 erwarb die SII die Unternehmen Uniway in Belgien und Oevo in Lyon. Im Januar 2013 wurde eine Tochtergesellschaft in Indien, in Bangalore, gegründet. Im Jahr 2014 erwarb die SII die Rücker Aerospace Group und ihre niederländische Tochtergesellschaft Silver Aerospace. Im Jahr 2015 gründete die SII eine Tochtergesellschaft in Kanada, um sich in Nordamerika zu etablieren, und stärkte ihre Präsenz in Südamerika durch die Übernahme des Unternehmens I+D Group in Kolumbien. 2015 übernahm die SII zudem die Cadcon Gruppe in Deutschland, um das Portfolio dort auszubauen. Im Jahr 2017 folgte die Übernahme der Feel Europe Groupe.
Im Jahr 2021 wurde die SII Foundation mit dem Ziel gegründet, Bürgerprojekte oder Initiativen von allgemeinem Interesse im Zusammenhang mit digitalen Themen zu unterstützen, zu fördern und zu begleiten.
Zwischen 2022 und 2023 hat die SII Metanext übernommen, um ihr Cloud-Angebot zu stärken, sowie RISA IT, ein niederländisches Dienstleistungsunternehmen, das auf Softwareentwicklung und -tests spezialisiert ist. Darüber hinaus etabliert sich die Gruppe in Luxemburg und Italien, um ihre Führungsposition in Europa auszubauen, und eröffnet eine Tochtergesellschaft in den USA.
Die Familie Huvé hat das Unternehmen im Jahr 2024 von der Pariser Börse genommen.

## Aktivitäten
Innerhalb der SII gibt es zwei verschiedene Geschäftszweige:
- Engineering und Consulting: Systems Engineering, Test und Simulation, Embedded Systems, Maschinenbau
- Digitale Dienste (Informationstechnologie): Infrastruktur, Daten, Anwendungen, Cybersecurity, Transformation Services

## Standorte
Der Hauptsitz der SII Group befindet sich in Paris (Frankreich) im 12. Arrondissement. Die Gruppe exportiert über ihre 20 Tochtergesellschaften und 100 Standorte in ganz Europa, Amerika, Nordafrika und Asien.
Neben Frankreich ist sie in folgenden Ländern präsent:
- Argentinien
- Belgien
- Chile
- Deutschland
- Großbritannien
- Indien
- Italien
- Kanada
- Kolumbien
- Niederlande
- Marokko
- Polen
- Rumänien
- Schweden
- Schweiz
- Spanien
- Tschechien
- Ukraine
- USA